# Auctoritas
La expresión Auctoritas (de Aug=aumentar) aparece en Roma asociada a la función tutelar. Así, el tutor poseía la auctoritas, que permitía sumar la voluntad del pupilo completando de tal modo su capacidad.
En Derecho romano se entiende por auctoritas una cierta legitimación socialmente reconocida, que procede de un saber y que se otorga a una serie de ciudadanos. Ostenta la auctoritas aquella personalidad o institución, que tiene capacidad moral para emitir una opinión cualificada sobre una decisión. Si bien dicha decisión no es vinculante legalmente, ni puede ser impuesta, tiene un valor de índole moral muy fuerte. El término es en realidad intraducible y la palabra castellana "autoridad" apenas es una sombra del verdadero significado de la palabra latina.
El concepto se contrapone al de potestas o poder socialmente reconocido.

## Auctoritas Patrum en el Senado romano
La fuente de auctoritas fue principalmente el Senado romano (allí denominada como Auctoritas Patrum), que ejercía sobre deliberaciones y decisiones comiciales, sin la que estas no alcanzaban un valor legal.
En tal sentido, la ley Publialia Plutoms (339 a. C.) transformó en previo el requisito de la auctoritas. En tales casos, el Senado consideraba la propuesta del magistrado antes que la de los comicios.
En el 287 a. C. con la Lex Hortensia, se exime a los plebiscitos de la exigencia de la Auctoritas Patrum. Ello significa el inicio de la desaparición de este instituto.
Pese a lo mencionado, una serie de personalidades importantes también tenían la auctoritas cuando no ocupaban cargos de magistraturas con potestas. Pero durante el Bajo Imperio, la auctoritas derivaba directamente del propio emperador.
En definitiva, la Auctoritas Patrum políticamente se tradujo en el poder del Senado para controlar el adecuado equilibrio de las decisiones de los comicios con relación a los intereses de la Civitas.

## Auctoritas en la Edad Media
En la Edad Media el término auctoritas es adaptado y recoge un nuevo significado. Según las gramáticas medievales, auctorita deriva de auctor y este está relacionado con los verbos agere, que significa 'representar', y augere, definido como 'aumentar'; además, también está relacionado con auieo ('relacionar') y con el vocablo griego autentim ('autoridad'). Con la suma de las etimologías de este vocablo podemos llegar a una definición bastante precisa de la palabra. Auctoritas es en literatura medieval una técnica argumentativa donde los escritores medievales recurren a la cita de textos clásicos para dar veracidad y sumar valor al texto.
Para entender esta práctica literaria hay que entender al hombre medieval, el sentido de originalidad en la Edad Media como menciona Umberto Eco en "Arte y Belleza en la estética medieval" era entendido como un pecado de orgullo y la innovación no era explícita sino todo lo contrario: estaba escondida entre la repetición. El hombre medieval tampoco escribía con el fin del reconocimiento personal o la expresión artística, sino con una funcionalidad, la transmisión de conocimientos. Por lo tanto, lo importante era la autenticidad del texto y no la creatividad o variación, cuanto más fidedigno era el texto más valor tenía:

«En muchos escritos medievales la palabra auctoritas aparecía unida al vocablo "authenticus" que actuaba así de fiador, de garantía de la autoridad.» 

Por otro lado, la religiosidad de la época concuerda con esta praxis literaria, ya que la mayor parte de las citas eran de carácter religioso: «Lo más importante para que un texto fuera considerado autentico en la época medieval era su coincidencia con los postulados de la Biblia, porque la única verdad auténtica era la verdad cristiana».

Junto al concepto de auctoritas surgió el de auctor, que Elisa Borsari define de la siguiente manera:

«[...] designaba a aquellos escritores los cuales se citaban –muchas veces como argumentación– como fuente de autoridad, de verdad y de interpretación auténtica de las Escrituras y de la tradición de la Iglesia. En la mayoría de los casos, producir un texto significaba reproducir una auctoritas, que podía derivar del Antiguo o Nuevo Testamento, de los Padres de la Iglesia o de los escritores clásicos: árabes, griegos y latinos».

Por lo tanto, el auctor no era el que recopilaba las citas, que la mayoría de veces era un personaje anónimo, sino el citado. De nuevo, se observa que el ego queda muy apartado de la literatura en el medievo. En definitiva, el término auctoritas en la Edad Media recoge un nuevo significado respecto al romano y es una característica generalizada de la literatura de este periodo, en el cual la veracidad está por encima de la originalidad y la transmisión por encima de la expresión artística.